# جيرهارد فاغنر (سياسي)
جيرهارد فاغنر (بالألمانية: Gerhard Wagner)‏ هو طبيب عسكري وسياسي ألماني، ولد في 18 أغسطس 1888 في خوجوف في بولندا، وتوفي في 25 مارس 1939 في ميونخ في ألمانيا بسبب سرطان. حزبياً، نشط في الحزب النازي. وقد انتخب عضو مجلس النواب الألماني من ألمانيا النازية.